# Rydsgårds landskommun
Rydsgårds landskommun var en tidigare kommun i dåvarande Malmöhus län.

## Administrativ historik
Kommunen bildades vid storkommunreformen 1952 genom sammanläggning av de tidigare kommunerna Katslösa, Slimminge, Solberga, Villie och Örsjö. Kommunen lades samman med Skurups kommun den 1 januari 1971.
Kommunkoden var 1243.

### Kyrklig tillhörighet
I kyrkligt hänseende tillhörde kommunen församlingarna Katslösa, Slimminge, Solberga, Villie och Örsjö. Sedan 2002 omfattar Villie församling samma område som Rydsgårds landskommun.

## Geografi
Rydsgårds landskommun omfattade den 1 januari 1952 en areal av 91,84 km², varav 90,84 km² land.

### Tätorter i kommunen 1960
I Rydsgårds landskommun fanns tätorten Rydsgård, som hade 691 invånare den 1 november 1960. Tätortsgraden i kommunen var då 19,6 procent.

## Politik

### Mandatfördelning i valen 1950-1966
| 13 | 18 | 2 | 2 |

| 33 |

| 14 | 15 | 3 | 3 |

| 33 |

| 12 | 17 | 2 | 4 |

| 32 |

| 14 | 16 | 2 | 3 |

| 32 |

| 13 | 16 | 3 | 3 |

| 32 |